# Air Fan
Air Fan est une revue consacrée à l’aviation militaire du monde entier édité novembre 1978 à février 2016. Elle reprend finalement en février 2017.

## Généralités
Air Fan, comme son sous-titre de « magazine de l'aéronautique militaire internationale » l’indique, est une revue initialement mensuelle, puis bimestrielle depuis février 2017, consacrée à l’aviation militaire moderne comportant également des articles sur la Seconde Guerre mondiale ou la guerre froide. La revue, apparue en novembre 1978, présente des articles sur les forces aériennes, les exercices aériens, les opérations de combat ainsi que des rubriques récurrentes telles que l'actualité aéronautique militaire, le maquettisme et les livres récemment parus. Publiée au format A4, la revue comprend 68 pages sur papier glacé avec de nombreuses photographies couleurs et noir et blanc.
Le numéro 447 paru en février 2016 fut le dernier édité par la société Edimat, éditrice du mensuel Air Fan, qui a fait l'objet d'une décision de liquidation judiciaire en date du 15 mars 2016. En conséquence, la parution du magazine fut suspendue. Une nouvelle société éditrice, Daguerre Éditions, a été constituée à l'initiative d'Olivier Cabiac et de Bruno Amouroux et en février 2017, le numéro 448 put paraître, marquant la reprise de la publication avec un nouveau rythme de parution.

## Rédaction
Gérance-direction de la publication : 
Roger Cabiac de 1978 à 1983
Martine Cabiac de 1983 à mars 2016
Bruno Amouroux à partir de janvier 2017
Rédaction en chef :
Jean-Michel Guhl de 1978 à 1987  
Alain Crosnier de 1987 à 1990  
Olivier Cabiac à partir de 1990 (avec une interruption entre mars 2016 et janvier 2017)    
Plus de très nombreux et fidèles collaborateurs passionnés

## Source
Aeroflight.co.uk
Air-fan.fr